# علی حاتمی
عبّاس‌علی حاتمی (۲۴ مرداد ۱۳۲۳ – ۱۴ آذر ۱۳۷۵) نویسنده و فیلم‌سازِ اهلِ ایران بود. او فعالیت خود را در سال ۱۳۴۴ با نوشتن نمایش‌نامهٔ دیب  آغاز کرد و سپس کارگردانی را با ساخت فیلم حسن کچل (۱۳۴۸) تجربه کرد. از اقدامات او برای سینمای ایران ساخت شهرک سینمایی غزالی بود.

## زندگی
علی حاتمی با نام کاملِ عبّاسعلی حاتمی (با اصالت تفرشی) ۲۴ مرداد ۱۳۲۳ در خیابان شاهپور تهران به دنیا آمد. مادرش خانه‌دار بود و پدرش سمت صفحه‌آرا در یک چاپخانه را داشت. او دومین فرزند خانواده بود. او برای آموختن اصول اولیه نمایشنامه‌نویسی به هنرستان تهران رفت و پس از آن به هنرستان آزاد هنرهای دراماتیک رفت.

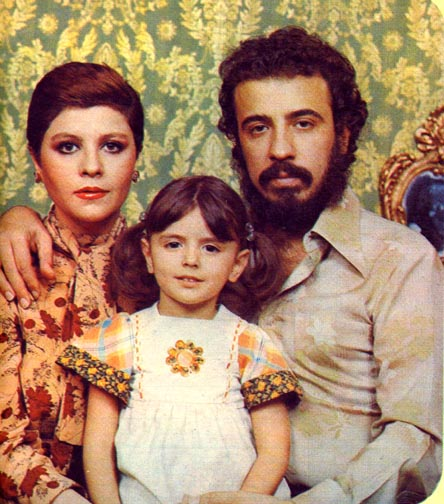
علی حاتمی در کنار زری خوشکام و لیلا حاتمی

او دانش‌آموخته از دانشکده سینما و تئاتر دانشگاه هنر است. علی حاتمی حداقل ۱۴ فیلم بلند سینمایی و مجموعهٔ تلویزیونی ساخته است. او از فیلم‌سازان پیشروی نسلی به‌شمار می‌رود که پیشگامان فصل جدید سینمای ایران از اواخر دههٔ ۱۳۴۰ به بعد از میانش برخاسته، از جمله ناصر تقوایی، بهرام بیضایی، مسعود کیمیایی، فریدون گله و داریوش مهرجویی.
اولین اثر سینمایی حاتمی در سال ۱۳۴۸ با عنوان حسن کچل ساخته شد و آخرین فیلم نیمه‌تمامش با نام جهان پهلوان تختی که یکی از بزرگ‌ترین پروژه‌های سینمایی او بعد از مجموعهٔ هزاردستان بود، به علت مرگ ناشی از بیماری سرطان نافرجام ماند. پس از مرگش نیز دو فیلم مبتنی بر هزاردستان با تدوین واروژ کریم‌مسیحی (به نام‌های کمیتهٔ مجازات و تهران روزگار نو) ساخته شد.

## کارنامه
حاتمی کار هنری خود را با نویسندگی در تئاتر آغاز کرد و نمایشنامه‌های «ساتن»، «قصهٔ حریر»، «ماهیگیر»، «حسن کچل»، «چهل گیس» و شهر «آفتاب و مهتاب» را برای تئاتر نوشت. علی حاتمی در کلاس‌های نمایشنامه‌نویسی اداره هنرهای دراماتیک واقع (درآب سردار) شرکت نمود و بعدها که این اداره به نام دانشکده هنرهای دراماتیک تغییر نام داد، او در رشته ادبیات نمایشی تحصیلات خود را ادامه داد. او در سال ۱۳۴۴ نمایش دیب (دیو) را که از اولین نوشته‌های خود بود، در تالار دانشکده و با کودکان مؤسسه آموزشی فرهنگ آرزو به اجرا درآورد.
اولین تجربه سینمایی حاتمی، فیلم حسن کچل (۱۳۴۹) بود. حاتمی این فیلم را در پی موفقیت نمایش‌نامه حسن کچل و استقبال بسیار خوب مردم از آن، ساخت. در واقع این موفقیت موجب شد که چند تن از دست‌اندرکاران سینما او را ترغیب کنند که این نمایش‌نامه را به فیلم بدل کند و شانس خود در عرصه سینما را نیز، بیازماید. علی عباسی، تهیه‌کننده سینما، که نمایش حسن کچل را دیده بود، برای ساخت فیلم آن، اعلام آمادگی کرد، اما به دلیل بی‌تجربگی حاتمی در عرصه سینما، می‌خواست کارگردانی فیلم را به شخص دیگری بسپرد، ولی حاتمی مخالفت کرد و سرانجام هم عباسی را متقاعد کرد که خود از پس ساخت آن بر می‌آید. حسن کچل نخستین فیلم ریتمیک و موزیکال ایرانی و برگرفته از داستان‌های کهن ایرانی بود. این فیلم با استقبال بسیار خوبی از سوی تماشاگران رو به رو شد و زمینه ورود وی به سینمای ایران را فراهم کرد.
پس از موفقیت حسن کچل، حاتمی از تئاتر فاصله گرفت و توانایی‌های خود را معطوف به سینما کرد. او بلافاصله بعد از حسن کچل فیلم طوقی (۱۳۴۹) را ساخت. طوقی نوعی کبوتر است که کبوتربازها علاقه زیادی به آن دارند. حاتمی در فیلم طوقی به یکی از ویژگی‌ها و سرگرمی‌های برخی از مردان آن زمان که گاه از یک سرگرمی فراتر می‌رفت و به نوعی علاقه افراطی بدل می‌شد، می‌پردازد. در این فیلم نیز علاقه به یک طوقی و تلاش برای به دست آوردن آن، سرانجام به یک فاجعه بدل می‌شود.
فیلم بعدی حاتمی با نام بابا شمل (۱۳۵۰)، بازگشتی بود به سینمای ریتمیک و موزیکال مورد علاقه حاتمی و دربارهٔ لوطی و لوطی‌گری. حاتمی در سال ۱۳۵۱ فیلم‌ساز پرکاری بود و سه فیلم در کارنامه خود ثبت کرد، فیلم‌های قلندر، ستارخان و خواستگار. این سه فیلم نیز همچنان برخوردار از ویژگی‌های سایر آثار حاتمی هستند. در این میان فیلم ستارخان، رویکردی تازه به یک حادثه تاریخی بود و ماجرای مشروطیت و قیام ستارخان و باقرخان را از زاویه‌ای دیگر بیان می‌کرد. منتقدان این فیلم را تحریفی از ماجرای اصلی دانستند. حاتمی سپس به تلویزیون رفت و دو سریال داستان‌های مولوی (۱۳۵۲) و سلطان صاحبقران (۱۳۵۴) را ساخت.
در سال ۱۳۵۶ با پنج سال فاصله، حاتمی فیلم سوته‌دلان را ساخت. بسیاری از منتقدان سوته‌دلان را مهم‌ترین و کامل‌ترین فیلم حاتمی در قبل از انقلاب می‌دانند. در این فیلم هماهنگی کاملی بین فرم و محتوا وجود دارد. حاتمی، قصه عشق یک معلول ذهنی را با زبان تصویری تازه‌ای به فیلم بدل کرد.
پس از اتمام سوته‌دلان حاتمی مشغول نوشتن فیلم‌نامه سریال هزاردستان شد که ابتدا «جاده ابریشم» نام داشت. حاتمی برای نوشتن متن این سریال عازم فرانسه شد و موهای خود را از ته تراشید تا رویش نشود به خیابان برود و فقط مشغول نوشتن فیلم‌نامه باشد. وی بارها این متن را بازنویسی کرد و حتی گفته می‌شود تعداد بازنویسی‌های این متن به بیش از ۱۰ بار رسیده است. ساخت این سریال در سال ۱۳۵۸ کلید خورد و هشت سال طول کشید تا سرانجام «هزاردستان» به آنتن تلویزیون برسد. علی حاتمی برای تولید این سریال دست به ساخت تهران قدیم زد و حاصل کار او با نام شهرک سینمایی غزالی برای تلویزیون و سینمای ایران باقی ماند. این سریال روایت‌گر زندگی رضا تفنگچی بود که در اواخر دورهٔ احمدشاه قاجار دست به اسلحه می‌برد و یک سلسله ترور را آغاز می‌کند، او در سال‌های پایانی عمر کار خوشنویسی را پی می‌گیرد و از رضا تفنگچی به رضا خوشنویس تبدیل می‌شود.
حاجی واشینگتن (۱۳۶۱)، نخستین فیلم حاتمی بعد از انقلاب اسلامی بود. حاجی واشینگتن، ماجرای اولین سفیر ایران در آمریکا را روایت می‌کند. در سال ۱۳۰۶ هجری قمری، حاج حسین قلی‌خان نوری از سوی ناصرالدین شاه به عنوان سفیر ایران به آمریکا اعزام می‌شود. سفیر ایران در آمریکا هیچ مراجعه‌کننده‌ای ندارد، از طرفی بودجه سفارت ایران در آمریکا به شدت کاهش می‌یابد و سفیر مجبور می‌شود خدمه را نیز مرخص کند و موقعیت کمیک او در ابتدای فیلم با گذشت زمان به تراژدی تبدیل می‌شود. فیلم در سال ۱۳۶۱ فقط اجازهٔ نمایش در جشنوارهٔ فجر را پیدا کرد و بعد از آن توقیف بود و در زمان حیات علی حاتمی اجازهٔ نمایش پیدا نکرد. سرانجام در ۲۰ خرداد ۱۳۷۷ به نمایش عمومی درآمد و چندین بار از تلویزیون پخش شد.
در سال ۱۳۶۲ حاتمی، کمال‌الملک، فیلمی بر مبنای زندگی نقاش بزرگ ایرانی و رابطه‌اش با شاه و دربار قاجار، را ساخت. حاتمی سعی کرد در این فیلم، هم بعد تاریخی و هم بعد بیوگرافی فیلم را حفظ کند و با تکیه بر رابطه حکومت با یک هنرمند به ضعف‌ها و چالش‌های فرهنگی و هنری در آن زمان بپردازد. این فیلم بهره‌مند از بازی خوب بازیگرانش است که هر یک بازی‌های خوب و ماندگاری از خود به جای گذاشته‌اند.
پس از ساخت جعفرخان از فرنگ برگشته بر اساس نمایشنامه‌ای به همین نام از حسن مقدم، حاتمی در سال ۱۳۶۸ فیلم مادر را ساخت که ماجرای روزهای پایانی مادری پیر است که در خانه سالمندان به سر می‌برد. او که بعد از سال‌ها تلاش و تحمل مشکلات بسیار و بزرگ‌کردن فرزندانش اکنون در آستانه مرگ قرار گرفته است، از فرزندانش می‌خواهد که او را به خانه قدیمیشان ببرند و خود نیز در این روزهای پایانی در آنجا جمع شوند.
فیلم بعدی حاتمی دلشدگان بود که در سال ۱۳۷۰ ساخت. در این فیلم که ماجرایش در زمان سلطنت احمدشاه قاجار می‌گذرد، تاجری فرنگی به بهانه رونق فرهنگ و هنر، قصد دارد با پرکردن چند صفحه از چند موسیقی‌دان ایرانی، ردیف‌های اصیل موسیقی ایرانی را که در حال فراموشی است، از گزند گذر زمان محفوظ نگه دارد. به همین منظور جمعی از بهترین نوازندگان را برمی‌گزیند.
حاتمی که از سال‌های اولیه دهه ۱۳۷۰، مطالعه و تحقیق دربارهٔ زندگی جهان‌پهلوان تختی را آغاز کرده بود، بعد از پشت سر گذاشتن دشواری‌هایی سرانجام در سال ۱۳۷۵، ساخت فیلم جهان پهلوان تختی را آغاز کرد. متأسفانه پس از آنکه تنها بخش‌هایی از فیلم را فیلم‌برداری کرده بود بیماری سرطان به سراغش آمد و در بیمارستان بستری شد و مجبور شد پروژه اش را نیمه‌کاره رها کند. بهروز افخمی پس از درگذشت علی حاتمی ادامه پروژه را به عهده گرفت. و کار نیمه تمام او را به پایان رسانید.

## سبک
درون‌مایه تمامی آثار حاتمی بر اساس ویژگی‌های قومی و انسان‌های رشدیافته در این باورها و اعتقادات، شکل گرفته است. شخصیت آثار او اغلب شبیه‌ترین افراد به خصلت و باورهای قومیت‌های ایرانی هستند. حاتمی که تقریباً تمامی آثارش را بر اساس فیلم‌نامه‌هایی از خودش ساخته است در انتقال فضا، زمان و شرایط اجتماعی دوره تاریخی که در فیلمش به تصویر کشیده، بسیار موفق بوده است. دیالوگ‌های فیلم‌های او بسیار درخشان و قابل توجه هستند و در سینمای ایران اگر بی‌نظیر نباشند، حتماً کم‌نظیر هستند. مجموعه‌های تلویزیونی علی حاتمی سلطان صاحبقران و هزاردستان نیز به اندازه آثار سینمایی‌اش مورد توجه بسیار قرار گرفتند.

## دیالوگ‌های ماندگار
علی حاتمی به عنوان کارگردانی صاحب سبک و مؤلف، سعی کرد با استفاده از قصه‌ها، مثل‌ها، فولکلورها یا باورهای عامیانهٔ ایرانی، فرهنگ کهن کوچه و بازار و معماری دیرپای ایرانی ـ اسلامی طرحی نو در سینمای ایران دراندازد. وی به حق توانست فرهنگ، آداب و ارزش‌های فکری و عملی مردم این سرزمین را بر پردهٔ خیال نقاشی کند از این رو وی را به علت بهره‌بردن از زبان تصویر و خلق شخصیت‌های شاعرانه، سعدی سینمای ایران می‌دانند.
حاتمی همواره در آثار سینمایی خود پیوندی ناگسستنی با اصطلاحات و گویش‌های کوچه‌بازار داشت، به‌طوری‌که کاربرد این دیالوگ‌ها به عنوان امضای وی در تقریباً تمامی آثار سینمایی‌اش حضور داشته و سینمای حاتمی را یک سینمای منحصر به فرد ساخته است. برخی از این دیالوگ‌های ماندگار عبارتند از:
- فیلم مادر ← «تلخی با قند شیرین نمیشه، شب رو باید بی‌چراغ روشن کرد»
- فیلم مادر ← «مادر مرد، از بس که جان ندارد»
- فیلم حاجی واشینگتن: «آیین چراغ، خاموشی نیست»
- فیلم کمال‌الملک ← «کباب بدون سیخ مزهٔ کباب نداره هیچ کبابی هم کباب بازار نمیشه حتی کباب دربار. کبابو باهاس داغ داغ با سیخ به نیش کشید .»
- فیلم سوته دلان > «دروغگو دشمن خداست. آخ که چقد دشمن داری خدا»
- فیلم کمال‌الملک ← «باب دندون شاه گربه‌های قاجاریه. پهلوی با دندون ببر کباب میخوره .»
- فیلم کمال الملک ← «ناصرالدین‌شاه: برای آمدن به چشم نقاش، باید در چشم‌انداز بود»

## درگذشت
حاتمی در ۱۴ آذر ۱۳۷۵ بر اثر سرطان پانکراس در سن ۵۲ سالگی درگذشت. پیکر وی در قطعه هنرمندان بهشت زهرا به خاک سپرده شد. بر روی سنگ قبر وی که در طرفینش رقیه چهره‌آزاد (ملقب به مادر سینمای ایران و ایفاگر نقش مادر در فیلم "مادر") و رسام عرب‌زاده (طراح ممتاز فرش‌های ایرانی) دفن شده‌اند یکی از ماندگارترین دیالوگ‌های فیلم "حاجی واشینگتن" نقش بسته: "آیین چراغ خاموشی نیست".

## فیلم‌های مستند دربارهٔ حاتمی
دربارهٔ علی حاتمی چند مستند ساخته‌اند. یکی از اینها سه‌گانه‌ای است به کارگردانیِ «الهام قره‌خانی» و «امیر مهرتاش مهدوی» که تولید آن در سال ۱۳۷۸ آغاز شد و در سال ۱۳۸۳ پایان یافت.
مستند آن معلمِ بی‌استاد فیلمِ دیگری است که به تهیه‌کنندگی و کارگردانی سید وحید حسینی و محدثه گلچین عارفی در سال ۱۳۹۵ ساخته شده است. در این فیلم شماری از همکارانِ قدیمِ حاتمی دربارهٔ او سخن گفته‌اند. نام این فیلم برگرفته از یادداشتی است از بهرام بیضایی که پس از مرگ حاتمی در مجله فیلم چاپ شد.